# Thomas von Westen

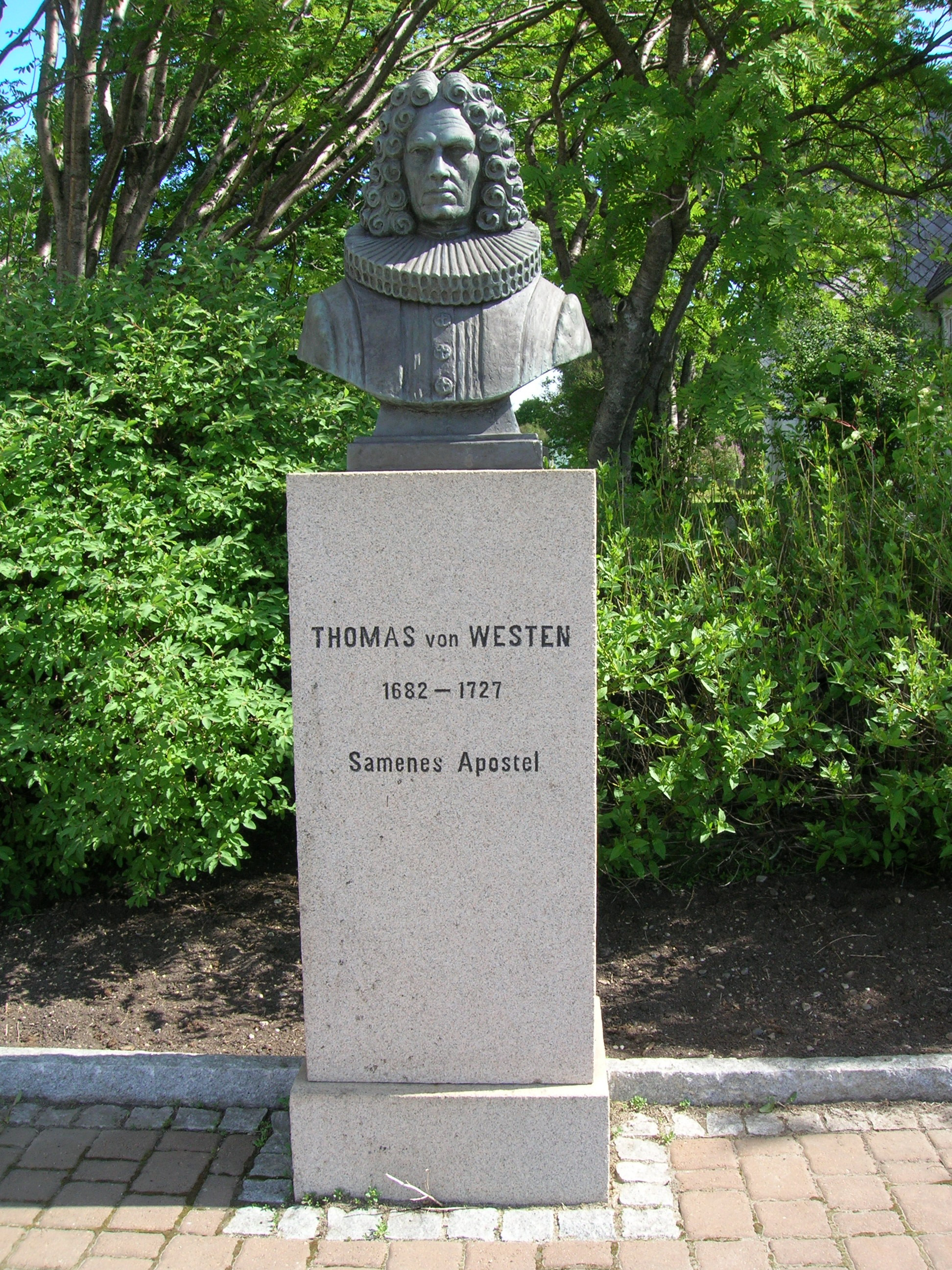
En byst av Thomas von Westen vid Mo kyrka i Mo i Rana.

Thomas von Westen, född den 13 september 1682 i Trondheim, död den 9 april 1727, var en norsk präst och missionär, kallad Samernas apostel. 
von Westen var sockenpräst i Veøy och en av de så kallade sjustjärnorna, en krets av präster i Romsdalen som hade gripits av pietismen. Kung Fredrik IV av Danmark tillhörde samma rörelse och beslöt sig för att inleda en missionsverksamhet bland samerna i Nordnorge, för vilken Thomas von Westen blev ledare 1716. von Westen gjorde tre missionsresor upp till Finnmark, lät bygga flera kapell och skolhus samt anställde lärare för samerna.
År 1717 inrättade von Westen ett seminarium i Trondheim för utbildning av samiskspråkiga präster och lärare. Detta kom att tjäna som förebild för sameskolor och kateketundervisning i Sverige.
I november 1722 var Thomas von Westen i Rana på sin tredje och sista missionsresa. Han träffade då en överenskommelse med samerna i området om att de tillsammans med den finländske missionären Arvid Bistock skulle bygga ett kapell vid Vilasundet i den översta delen av Umeälven. Vila kapell stod färdigt senast 1725 och hamnade efter riksgränsens fastställande 1751 på den svenska sidan.